# PKP EP07 sorozat
A PKP EP07 sorozat egy lengyel Bo'Bo' tengelyelrendezésű 3000 V DC áramrendszerű villamosmozdony-sorozat. Beceneve Siódemka (Hetes). A mozdonysorozat a PKP EU07 sorozat módosított változata. A mozdonyból 97 db készült el.

## Története
1995 óta néhány EU07-es mozdonyt átalakítottak, amelynek során új, magasabb megengedett üzemi hőmérsékletű - LKb535 - vontatómotorokat építettek be, és a sebességváltó áttételét 79:18-ról 76:21-re változtatták. A módosításokat többek között a következő helyeken végezték el: ZNTK Oleśnica, ZNTK Mińsk Mazowiecki, HCP Poznań, "Newag" Nowy Sącz.
A váltóáttétel megváltoztatása azonban nem növelte a tervezési sebességet (rosszul összehangolt váltórendszer - üreges tengelycsapágyazás a csúszócsapágyakon), hanem csökkentette a motor fordulatszámát, ami megnehezítette a tehervonatok közlekedését ezzel a mozdonnyal. Könnyebbé vált a mozdony maximális sebességének fenntartása, miközben csökkent a meghibásodások száma. Az indítási gyorsulás is nőtt - különösen nagyobb sebességnél, ami a gerjesztés kisebb gyengülésével (és így nagyobb motorteljesítménnyel) valósul meg. Az új LKb535 vontatómotorok az EE541 helyett a magasabb megengedett üzemi hőmérséklethez igazodnak. Az EE541b motorok megengedett legnagyobb fordulatszáma 2390 fordulat/perc, az EU07 sorozatú mozdonyoknál maximális tengelytávval és 120 km/h sebességgel a vontatómotorok 2380 fordulat/perc, az EP07 motorok pedig ugyanebben a helyzetben csak 1962 fordulat/perc, ami növeli az élettartamukat. Az átépített egységek megtartották gördülőállomány-számukat (pl. az EU07-330-as mozdonyból EP07-330-as mozdony lett).
2006 decemberében a PKP Cargo tulajdonában lévő 74 EP07 és EU07 osztályú mozdonyt eladták a PKP Przewozy Regionalne részére. Ezeket a mozdonyokat korszerűsítették, az EU07-es mozdonyoknál a sebességváltót kicserélték. Ezen kívül új festést kaptak, a vezérlőaljzatokat leszerelték, a vezetőfülkék hő- és hangszigetelést, valamint új vezető- és segédüléseket kaptak, továbbá elektromos ablaktörlőket és halogén fényszórókat szereltek fel. A mozdonyokat 1001-től kezdődően új számozást kaptak.
A 2012-2013-as években a Przewozy Regionalne 5 EU07-es mozdonyát EP07P típusra építették át, 2001-től új számozást kaptak. A korszerűsítés során statikus átalakítót, WN és NN szekrényeket, új paneleket szereltek be a vezetőfülkékbe, légkondicionálót és javították a vontatómotorokat. Az elejére világító diódás kijelzőt szereltek fel.